# Puotila (metropolitana di Helsinki)
Puotila (in finlandese: Puotilan metroasema; in svedese: Metrostationen Botby gård) è una stazione di superficie del ramo orientale (Itäkeskus - Vuosaari) della Metropolitana di Helsinki. Serve il quartiere di Puotila, situato a Helsinki Est.
La stazione fu aperta il 31 agosto 1998, il che la rende una delle stazioni più nuove della rete. Fu disegnata dallo studio di architettura Kaupunkisuunnittelu Oy Jarmo Maunula. Si trova a circa 1.042 metri da Itäkeskus e a 1.955 metri da Rastila.

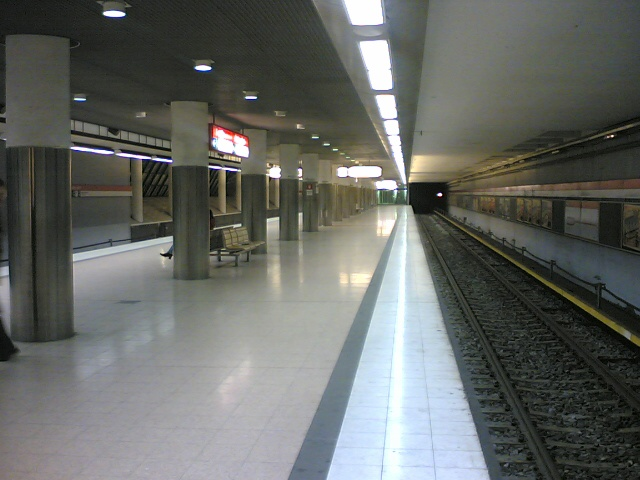
Banchina di Puotila
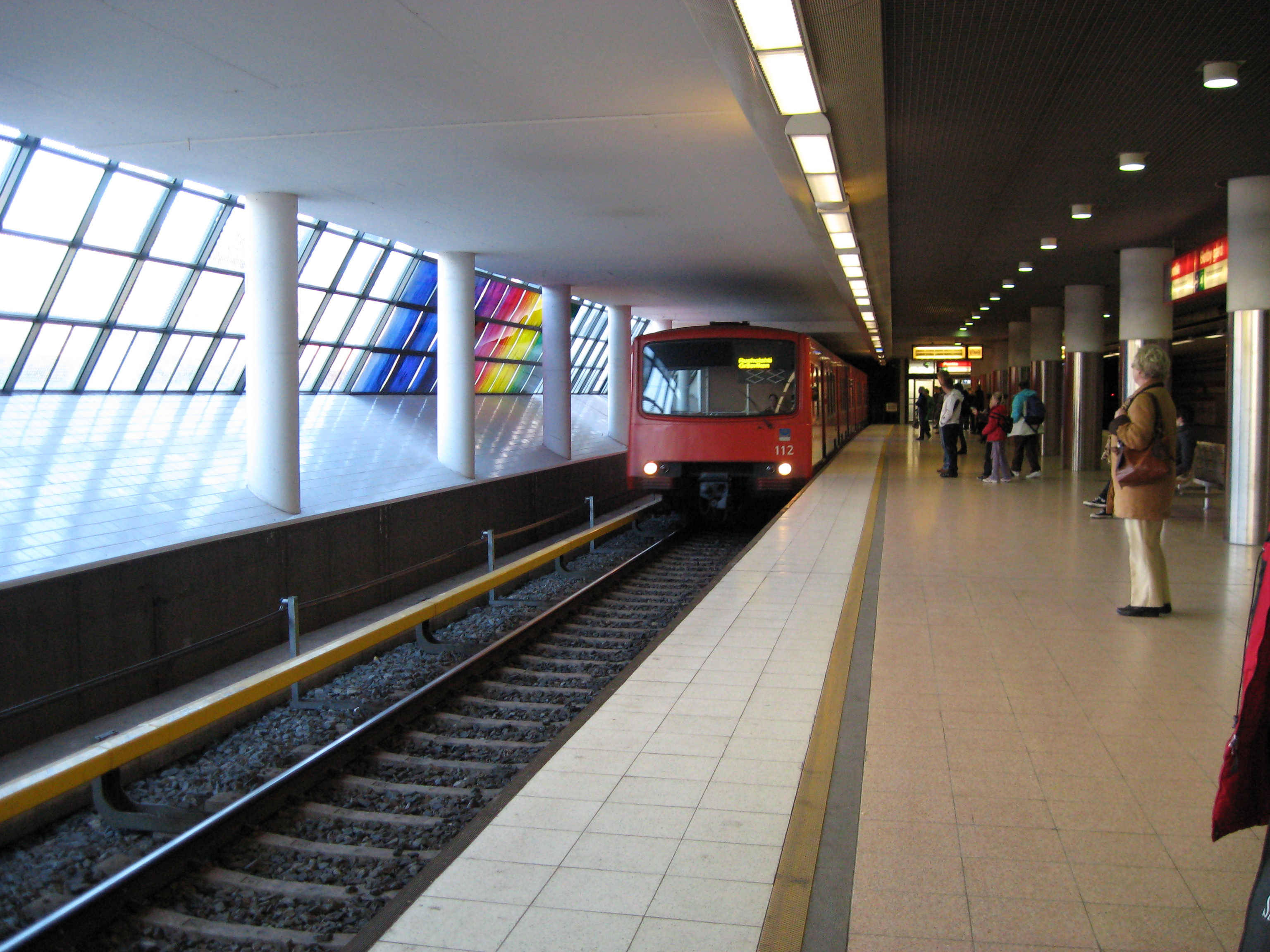
Banchina di Puotila